# Liste von Goethes Ärzten
Goethes Gesundheit war nie die beste gewesen. Nachfolgende Auflistung erhebt nicht den Anspruch auf Vollständigkeit. Das geht zuletzt schon allein deshalb nicht, weil die Vielzahl der Ärzte, die Goethe bei seinen zahlreichen Bäderaufenthalten behandelten, letztlich nicht alle bei Goethe erfasst wurden. Die zahlreichen Äußerungen Goethes über die ihn behandelnden Ärzte offenbaren aber, dass der gefeierte Dichterfürst sich zumeist ihrer dankbar erinnerte. Überhaupt ist ja sein Interesse für die Medizin bekannt. Zu seinen zahlreichen Beschwerden gesellten sich auch heftige Zahnschmerzen. Allerdings hatte Goethe offenbar von regelmäßiger Zahnpflege nicht viel gehalten. Im Alter besaß er kaum noch Zähne oder richtiger nur Zahnstummel.

## Goethes Ärzte
- Johann Gotthelf Leberecht Abel, (1750–1822)
- Carl August Wilhelm Berends, (1759–1826)
- Johann Philipp Burggrave, (1700–1775) Hausarzt der Familie Goethe in Frankfurt am Main[5][6]
- Crisp (?), Frankfurter Chirurgus, der eher den Badern zugerechnet werden muss. Er hatte 1768/69 zusammen mit Johann Friedrich Metz ein Geschwür bei Goethe behandelt, siehe Johann Friedrich Metz#Die operative Entfernung einer Halsgeschwulst bei Goethe 1768/69
- Karl Heidler von Heilborn, (1792–1866)
- Christoph Wilhelm Hufeland, (1762–1836)
- Wilhelm Ernst Christian Huschke, (1760–1828)
- Christian Ehrhard Kapp, (1739–1824)[7]
- Johann Friedrich Metz, (1721–1782)
- Bernhard Mitterbacher, (1767–1839)[8]
- Wilhelm Rehbein, (1776–1825)
- Georg Christian Reichel, (1717–1771)
- Johann Christian Reil, (1759–1813)
- Johann Christian Stark der Ältere, (1753–1811)
- Carl Vogel, (1798–1864)
- Friedrich Wilhelm Wahl, (1778–1830), Arzt, Stadtphysikus, Bergrat und Regimentsarzt in Weimar[9]